# Windy 28 Ghibli
Windy 28 Ghibli är en motorbåt byggd av norska Windy Boats i Västervik, ritad av Hans J. Johnsen och Geir Arnestad. Den producerades mellan 1998 och 2014, alltså i över femton år, och är en av Windys mest populära och framgångsrika båtar. Med lyxig inredning men ändå överkomligt pris på cirka en miljon som ny så blev den snabbt populär.
Trots sovplats för tre brukar Ghibli klassas som en daycruiser.

## Specifikationer
Windys originalversion, utan modifikationer:
- Längd: 8,45 meter (28 fot).
- Bredd: 2,70 meter.
- Höjd inklusive skrov: 2,40 meter.
- Vikt: 2,7 ton.
- Bränsletank: 370 liter.
- Färskvattentank: 80 liter.
- Ruff: 2-3 personer.
- Motor: Volvo Penta KAD42.[6]
- Hästkrafter: 230hk.
- Bränsle: Diesel.[6]
- Marschfart: 27 knop.
- Maxfart: 34-40 knop.[7]